# Budorcas taxicolor
Il takin (Budorcas taxicolor Hodgson, 1850) è imparentato col camoscio e col capricorno o serao e, per la sua origine alquanto incerta, è raggruppato con questi nella sottofamiglia dei Caprini. Le analisi del DNA mitocondriale hanno dimostrato che il takin è uno stretto parente delle pecore e che le somiglianze morfologiche con il bue muschiato costituiscono un semplice esempio di evoluzione convergente. Il takin è l'animale nazionale del Bhutan.

## Descrizione
Di costituzione massiccia, è alto all'incirca 100–130 cm e può raggiungere i 350 kg di peso. Ha una faccia convessa, simile a quella di un ariete, con bocca spessa e collo massiccio. Il muso è largo e peloso: solo la parte terminale del naso, molto piccola, è priva di peli e umida. Le spalle sono leggermente ricurve, il dorso arcuato, il treno posteriore è basso e le zampe sono corte e robuste. Gli zoccoli anteriori di tutte e quattro le zampe sono larghi e spessi, come pure quelli laterali, sempre presenti. Molto strane le corna fibrose dalle basi spesse, al pari di quelle del bufalo del Capo o del bue muschiato, rialzate rispetto al cranio, leggermente ricurve all'infuori e all'insù. Il colore del manto varia: il maschio presenta generalmente tonalità giallastre che sfumano verso il nero sui fianchi e sulle cosce posteriori, mentre assumono tonalità biancastre sul garrese. Nel mezzo del dorso scorre una riga scura. Invece le femmine sono grigiastre ed i piccoli neri. Nell'Assam si riscontra una preponderanza di animali rossastri in un distretto e giallastri in un altro; nel Sichuan e nello Yunnan i maschi sono giallo-oro carico d'estate e grigi d'inverno. Inoltre, nello Shaanxi e nel Gansu, i maschi sono nocciola-ocra e le femmine nocciola-chiaro, mentre la striscia dorsale è pressoché assente. Queste, però, non sono altro che variazioni della stessa specie.

## Sottospecie
Esistono quattro sottospecie di takin:
- il takin mishmi (Budorcas taxicolor taxicolor Hodgson, 1850);
- il takin dorato (Budorcas taxicolor bedfordi Thomas, 1911);
- il takin del Sichuan (Budorcas taxicolor tibetana Milne-Edwards, 1874);
- il takin del Bhutan (Budorcas taxicolor whitei Lydekker, 1907).

## Distribuzione e habitat
I takin vivono sui fianchi delle montagne e sui terreni collinosi, principalmente in Cina, nelle province di Shaanxi, Sichuan, Gansu meridionale e Yunnan occidentale; inoltre sconfinano nella parte settentrionale della Birmania, nelle colline Mishmi dell'Assam e nel Bhutan.
Il takin vive nelle zone molto scoscese al di sopra dei 2000 m, fra le spesse foreste montane e specie fra le giungle di bambù e di rododendri, tra i quali si apre uno stretto solco regolare. D'estate, il takin sconfina spesso dalla zona delle foreste per andare a nutrirsi nella zona di bassi cespugli degli altopiani, verso i 3000–4000 m. Invece nelle colline di Mishmi, dai pendii scoscesi e folti come le montagne più elevate della Cina, il takin scende addirittura fino a 900 m.
D'estate, questi Bovidi si raggruppano in folti branchi di 300 individui ed oltre, per brucare insieme in zone ricche del loro abituale nutrimento e d'acqua. D'inverno, invece, si aggirano in gruppi molto più piccoli, mentre i maschi adulti vivono solitari per la maggior parte dell'anno.

## Biologia
I takin brucano i ramoscelli, le foglie e i germogli di bambù nel tardo pomeriggio, dopo aver passato il giorno nel fitto della vegetazione, mentre nelle giornate fredde o nebbiose sono sempre attivi. Molto ghiotti di sale, frequentano le piccole radure della giungla dal terreno salato. Si dice anche che si abbeverino alle sorgenti di acqua calda.
Nella Cina occidentale la riproduzione avviene in luglio e in agosto; nell'Assam, invece, leggermente più tardi, di solito in settembre. Allora i maschi che hanno vissuto appartati per la maggior parte dell'anno cominciano ad andare in giro con una o più femmine e diventano estremamente aggressivi verso gli altri maschi. I piccoli vengono partoriti dopo un periodo di gestazione di 200-220 giorni in marzo-aprile in Cina e in maggio nell'Assam. Per partorire, la femmina si rifugia nel fitto della foresta e si riunisce al gregge con il suo piccolo solo dopo diversi giorni.

## Mitologia
Gli abitanti del Bhutan hanno scelto il takin come loro animale nazionale sia per le sue caratteristiche uniche che per il ruolo che tale animale occupa nella storia religiosa e nella mitologia del Paese. Secondo la leggenda, quando il lama Drukpa Kunley (chiamato «il pazzo divino») visitò il Bhutan nel XV secolo una numerosa folla di devoti si radunò attorno a lui per essere testimoni dei suoi poteri magici. La folla chiese al lama di compiere un miracolo. Tuttavia, il sant'uomo, con il suo solito fare bizzarro e poco ortodosso, ordinò per prima cosa una vacca intera e una capra per pranzo. Divorò queste con gusto, lasciando solo le ossa. Dopo aver finito emise un grosso rutto di soddisfazione, prese la testa della capra e la mise sulle ossa della vacca. In seguito, schioccando le dita, ordinò alla strana bestia di alzarsi in piedi e di andare a pascolare sui monti. Tra lo sbigottimento degli astanti l'animale si rizzò in piedi e corse verso i prati per pascolare. Questo animale divenne noto come dong gyem tsey (takin) e da quel giorno i suoi discendenti si possono ancora vedere al pascolo sui prati alpini delle vette dell'Himalaya orientale. Sempre secondo la leggenda il takin vivrebbe solamente in Bhutan.